# Louis de Grandmaison
Pour les articles homonymes, voir Grandmaison.
Pour les autres membres de la famille, voir Famille Loyzeau de Grandmaison.
François, Jules, Louis Loyzeau de Grandmaison est un militaire français, né le 21 janvier 1861 au Mans et mort au combat, près de Soissons, le 18 février 1915.
C'est l'un des 42 généraux français morts au combat durant la Première Guerre mondiale.
Il est le fils de François (dit Alfred) Loyseau de Grandmaison (qui eut sept enfants), et frère du théologien jésuite Léonce de Grandmaison (1868-1927).

## Biographie
Louis de Grandmaison est admis à l’école de Saint-Cyr en 1881, affecté en 1883, comme sous-lieutenant au 20e bataillon de chasseurs à pied basé à Rouen.
Il est promu lieutenant en 1886, au 24e bataillon de chasseurs à pied basé à Nice.
Capitaine le 29 décembre 1892, il passe au 1er régiment étranger basé à Sidi-Bel-Abbès ; mis hors cadre et détaché au Tonkin, il commande, de 1894 à 1895, le secteur de Đồng Đăng, sur la frontière de la Chine, qu’il organise entièrement.
Nommé en 1896 au 131e régiment d'infanterie de ligne à Orléans, il est fait la même année chevalier de la Légion d'honneur. Il épouse à Paris, en mai de la même année Marie-Virginie-Julie Gillet, mère du poète Jules-Gérard Jordens (1885-1916). Admis à l’école supérieure de guerre, en 1898, il passe au 25e puis au 110e régiment d’infanterie.
Promu en 1900, chef de bataillon et maintenu dans ses fonctions, il est ensuite transféré à Annecy au 30e régiment en 1902, puis nommé, en 1905, à l’état-major de l’armée, sous-chef, puis, avec le grade de lieutenant-colonel (1908), chef du 3e bureau du ministère de la Guerre où s’organisaient la défense de la frontière de l’est et les grandes manœuvres annuelles. C'est dans ce poste qu'il fait connaître le concept d'offensive à tout prix qui sera celui de l'armée française en 1914.
Nommé officier de la Légion d’honneur en juillet 1911 et la même année colonel du 153e régiment d'infanterie de ligne à Toul, un des régiments de la « division d'acier » destinée à protéger la frontière. Il se remarie, en avril 1912 avec Germaine Delambre, fille du général Delambre.
Six fois blessé alors qu'à la tête de son régiment à Morhange, durant la bataille de Lorraine (19 et 20 août 1914), il reçoit ensuite le commandement de la 53e division d'infanterie et est promu, le 3 janvier 1915, commandeur de la Légion d’honneur.
Promu général pendant la guerre, il meurt au combat, à un kilomètre au nord de Soissons, d’un éclat d’obus dans la tête, le 18 février 1915, et est inhumé à Paris le 22 février suivant. Il ne laisse aucune postérité.

## Décorations
- Chevalier de la Légion d'honneur le 11 juillet 1896
- Officier de la Légion d'honneur le 12 juillet 1911
- Commandeur de la Légion d'honneur le 30 décembre 1914
- Croix de guerre avec palme (Citation à l'ordre de l'armée)
- Officier des Palmes académiques
- Médaille coloniale (Agrafe Tonkin)
- Officier de l'ordre Royal du Cambodge
- Officier de l'ordre du Dragon d'Annam
- Officier de l'ordre de Sainte-Anne de Russie

## Postérité
Son nom est inscrit au monument des Généraux morts au Champ d'Honneur 1914-1918 de l'église Saint-Louis à l'Hôtel des Invalides de Paris.

## Œuvres
- Commandant de Grandmaison, En territoire militaire : L'expansion française au Tonkin, Paris, Plon, 1898, 270 p., lire en ligne sur Gallica.
- Commandant de Grandmaison, Dressage de l'infanterie en vue du combat offensif, Paris, Berger-Levrault, 1908, 178 p., lire en ligne sur Gallica.
- Deux conférences aux officiers du Centre des hautes études militaires (CHEM), Paris, Berger-Levrault, 1911

Il reçoit le prix Alfred-Née de l’Académie française en 1916 pour l'ensemble de son œuvre